# Mioara Roman
Mioara Roman, nata Georgescu (Jiblea Veche, 19 aprile 1940 – Snagov, 23 febbraio 2024), è stata una scrittrice, giornalista, traduttrice e docente di lingua e civiltà araba rumena.
Moglie di Petre Roman, è stata la prima consorte di un primo ministro della Romania a divenire tale dopo la restaurazione della democrazia nel Paese.

## Biografia
Mioara Georgescu è nata il 19 aprile 1940 nella città di Jiblea Veche, distretto di Argeș (oggi distretto di Vâlcea). Trascorse gran parte della sua infanzia a Varsavia.
Nel 1962 si laureò presso la Sezione di Lingua e Letteratura Araba del Dipartimento di Lingue e Letterature Orientali presso la Facoltà di Lingue e Letterature Straniere dell'Università di Bucarest.
Ha lavorato per 17 anni presso Radio Romania Internazionale, come responsabile del dipartimento di lingua araba. Nel corso degli anni, ha intervistato il presidente dell'Egitto, Hosni Mubarak, il re Hussein di Giordania e il presidente dell'Iraq, Saddam Hussein.

## Vita privata
Nel 1963 sposò lo schermidore Iosif Zilahy, dal quale divorziò nel 1973. Dal matrimonio con Iosif Zilahy nacque Catinca Roman.
Nel 1974 sposò Petre Roman, da cui divorziò dopo 33 anni, nel 2007. Dal matrimonio ebbe una figlia, Oana Roman, nel 1976.

## Morte
Mioara Roman, è morta il 23 febbraio 2024, all'età di 83 anni, in una casa di cura a Snagov, dove era ricoverata da diversi mesi. Soffriva di una grave forma di malattia di Parkinson e di degenerazione neurocognitiva. È stata sepolta lunedì 26 febbraio 2024 nel cimitero "Reînvierea" di Bucarest, dopo il servizio funebre svoltosi nella chiesa nuova di San Giorgio.

## Opere
- (RO) Mioara Roman, Prețul libertății. Însemnări din revoluția mea, București, Editura Integral, 2016, ISBN 9786068782447.